# Michaelishaus (Göttingen)

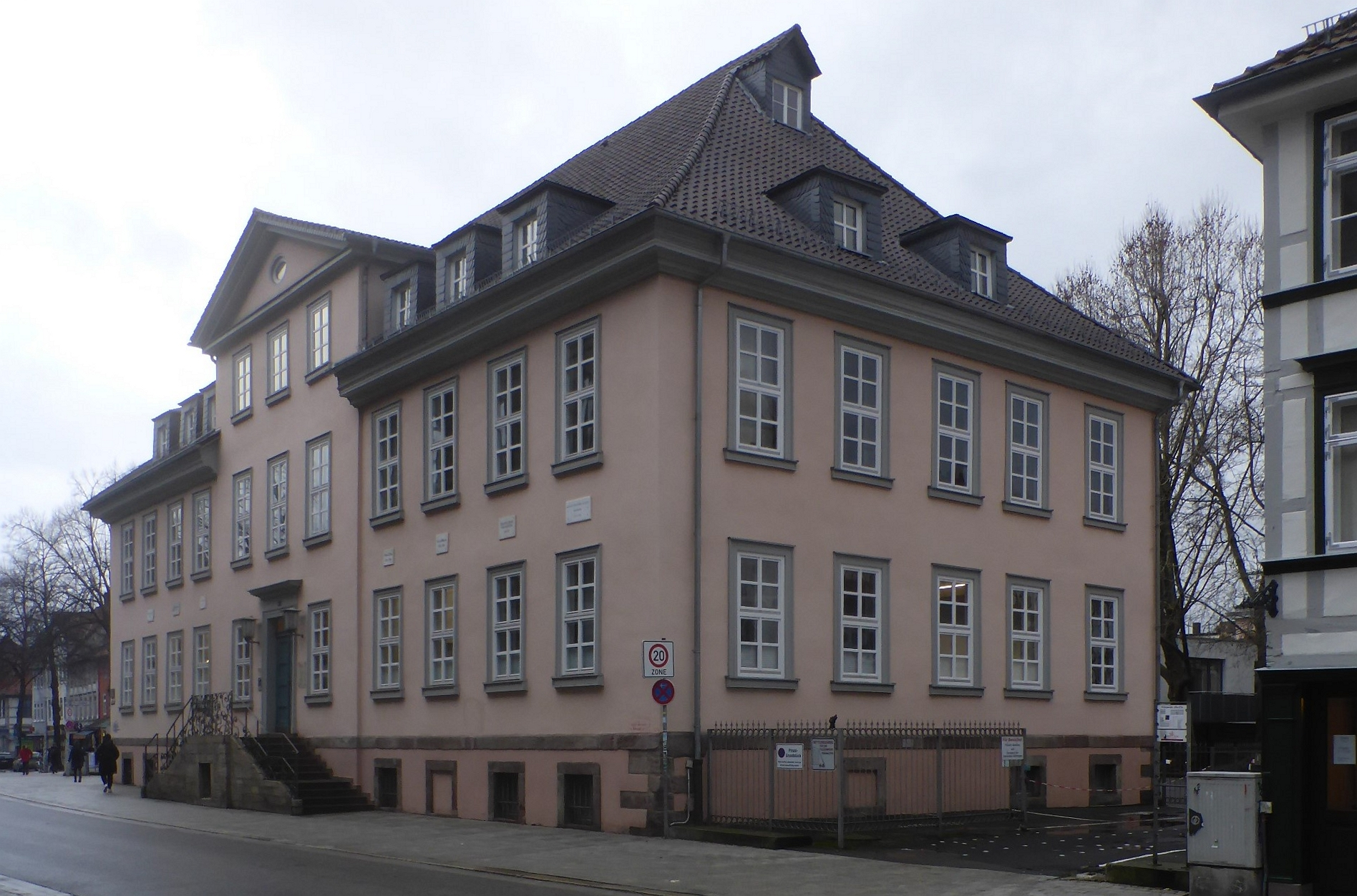
Michaelishaus in Göttingen, Ansicht der Fassade zur Prinzenstraße von Südosten (2023)

Das Michaelishaus (ursprünglich Londonschänke) ist ein 1735–1737 errichtetes, stattliches Fachwerkhaus in der Innenstadt von Göttingen in der Prinzenstraße 21, ursprünglich Mühlenpfortenstraße, gegenüber dem „Historischen Gebäude“ der Staats- und Universitätsbibliothek. Die Geschichte des Gebäudes, benannt nach seinem zweiten Besitzer (ab 1764) Johann David Michaelis, ist eng mit der Universität Göttingen verbunden, da in dem Gebäude viele bedeutende Gelehrte wohnten oder arbeiteten.

## Baubeschreibung

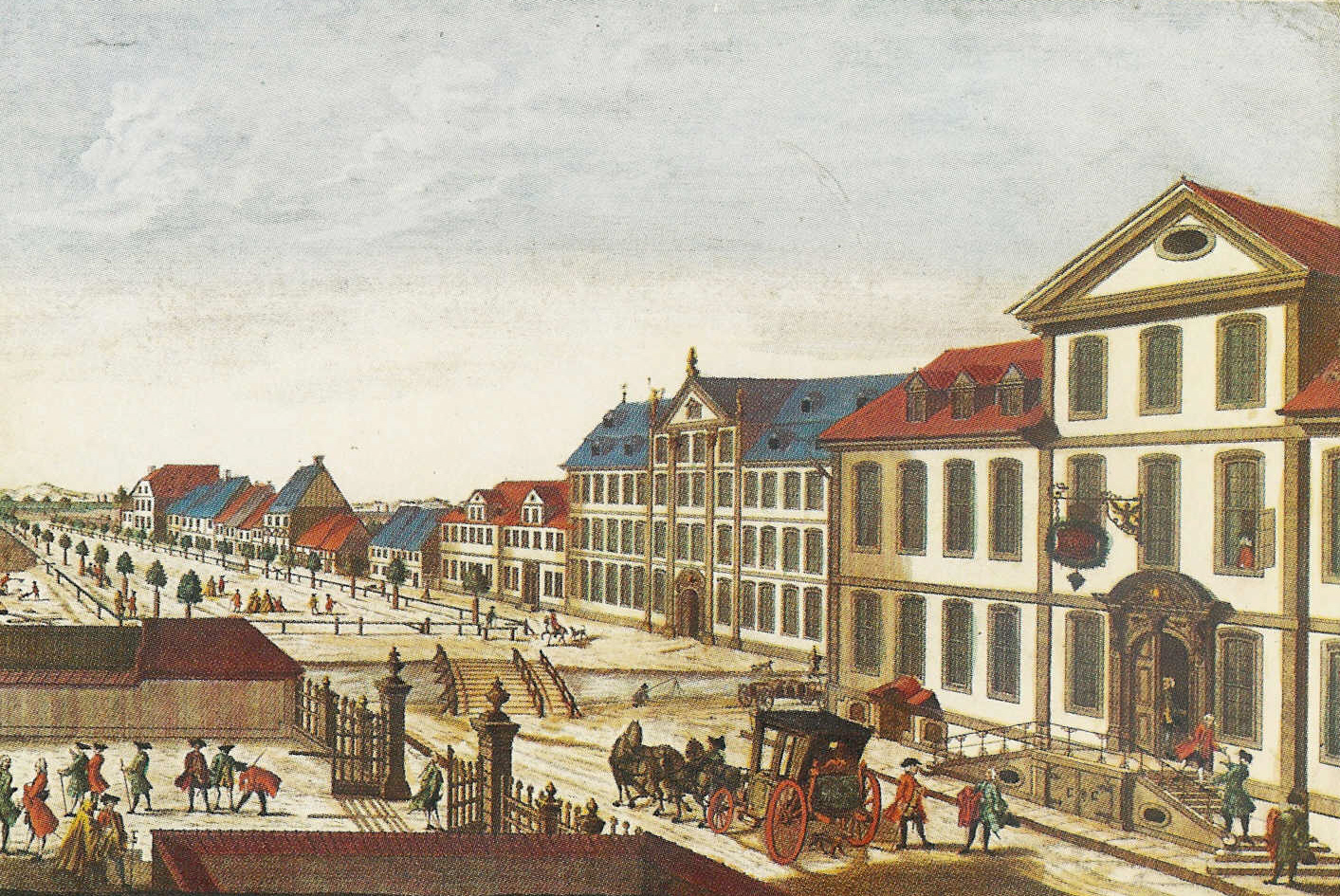
Rechts die Londonschänke mit dem ursprünglichen Fassadenerscheinungsbild. Kupferstich von Daniel Georg Heumann, 1747.

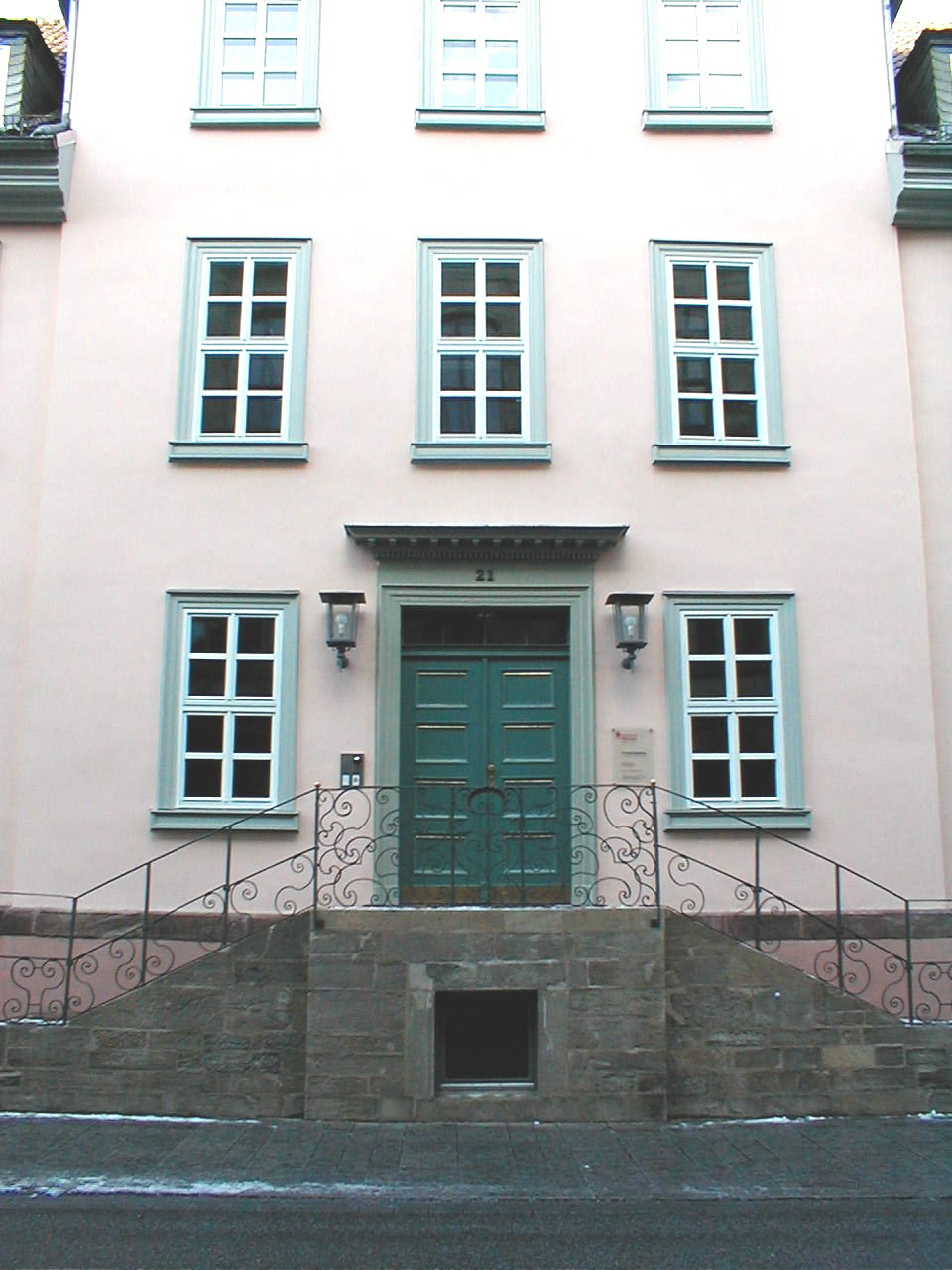
Eingang des Michaelishauses

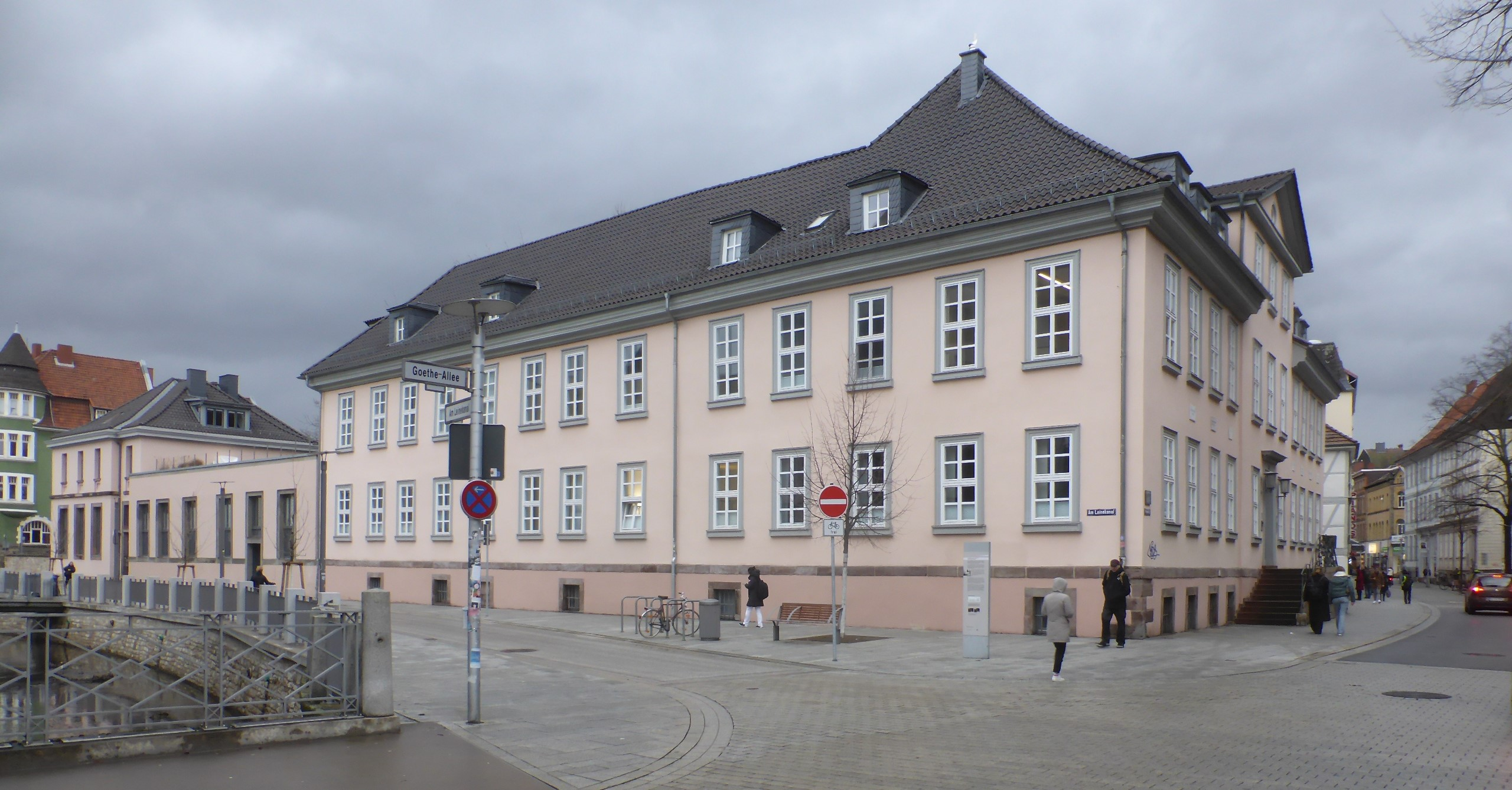
Michaelishaus, Ansicht von Südwesten, Prinzenstraße, Ecke Am Leinekanal, mit links den späteren Anbauten (2023)

Der verputzte barocke Fachwerkbau auf hohem Naturstein-Kellersockel wurde vom hannoverschen Klosterbaumeister und Göttinger Universitätsbaumeister Joseph Schädeler (1692–1763) als „ansehnliches Wohn- und Logierhaus für Standspersonen“ mit Hotelbetrieb und Gastwirtschaft entworfen und errichtet. Schädeler war u. a. auch für den Umbau des gegenüberliegenden Kollegiengebäudes und den Neubau des Reitstalls der Universität verantwortlich.
Das im Sommer 1737 fertiggestellte, zweigeschossige Gebäude mit Walmdach ist mit seinem repräsentativen Hauptflügel nach Süden zur Prinzenstraße ausgerichtet, ein schmalerer Nebenflügel erstreckt sich entlang der Straße Am Leinekanal. Der Hauptflügel ist an der Prinzenstraße 31,11 Meter lang und hat eine Tiefe von 14,78 Metern.
Die in elf Fensterachsen mit einem leicht vorspringenden und ein Geschoss höheren Mittelrisalit  gegliederte Hauptfassade hatte ursprünglich ein mittig angeordnetes Barockportal, Segmentbogenfenster und eine deutliche Betonung der Ecken und des Risalits durch im Putz ausgearbeitete, auch farblich abgesetzte Eckquaderung und ebenfalls abgesetzte waagerechte Gesimse zwischen den Stockwerken. Das heutige Erscheinungsbild geht auf eine klassizistische Fassadenmodernisierung im ersten Viertel des 19. Jahrhunderts zurück, wobei die relativ starke Gliederung gesimsförmigem Türsturz und rechteckigen Fenstern mit betonten Sohlbänken geändert wurde. Der Mittelrisalit wird von einem flachen Dreiecksgiebel bekrönt, der sich durch ein stark ausgeprägtes Gesims von der Fassade absetzt. Der Eingang ist über eine symmetrisch angelegte zweiläufige Freitreppe mit schmiedeeisernen Ziergeländer zu erreichen.
Im Inneren befindet sich eine großzügig angelegte dreizügige Holztreppe mit geraden Läufen. Zwischen dem Eingang und dem Treppenraum ist ein breites, aber nicht sehr langes Foyer angeordnet, dessen Raumeindruck durch zwei Pfeiler an den Seiten und davor jeweils freistehende, schlichte kannelierte Säulen bestimmt wird, die einen Unterzug tragen. Viele der Innentüren weisen den zur Bauzeit beliebten Segmentbogensturz auf, die Raumhöhe beträgt knapp vier Meter. Ein zweiter Zugang mit einfacher Treppe befindet sich auf der Rückseite des Hauptflügels.
Der Nebenflügel zum Leinekanal, der auf einer Zeichnung von 1816 noch mit einem über eine einfache Treppe erreichbaren Nebeneingang nahe der Ecke zur Prinzenstraße dargestellt ist, präsentiert sich heute eher schlicht und hat lediglich einen äußeren Zugang vom rückwärtigen Hof, der hauptsächlich als Parkplatz genutzt wird.
Das gesamte Gebäude besitzt einen Keller, der als Kreuzgewölbe aus Naturstein ausgeführt ist.
Der Seitenflügel an der Straße Am Leinekanal ist im leicht spitzen Winkel zum Hauptflügel angeordnet, 38 Meter lang und hat eine Tiefe von etwa 8 Metern. Daran schloss nördlich ein Anbau von 1897–1898 an. Es war ein eingeschossiger Baukörper mit hohen Fenstern, der bis auf die als freistehende Mauer erhaltene Straßenfassade 2006 abgerissen wurde. 1901–1902 wurde dann wiederum am Leinekanal ein zweigeschossiger, nahezu quadratischer Neubau mit Zeltdach errichtet (Am Leinekanal 3), dessen leicht eingerückt angesetztes Treppenhaus unmittelbar an den vier Jahre vorher errichteten Anbau grenzt.

## Geschichte

### Wohn- und Logierhaus
Die Stadt Göttingen war im Spätmittelalter zeitweilig Mitglied der Hanse und Residenz des Fürstentums Göttingen. In den späteren Jahrhunderten nahm ihre Bedeutung stark ab. Besonders von den Belastungen des Dreißigjährigen Krieges konnte sich die Stadt kaum erholen. Bei der Gründung der Universität 1734 machte Göttingen als Stadt einen armseligen und verwahrlosten Eindruck. In den Jahren bis zur Universitätseinweihung 1737 waren umfangreiche Baumaßnahmen notwendig, um die Infrastruktur auf einen akzeptablen Stand zu bringen. Der Bau der Londonschänke war ein Teil dieser notwendigen Infrastrukturmaßnahmen. Göttingen benötigte als Universitätsstadt ein komfortables Wohn- und Logierhaus, um für die Söhne der vornehmsten Familien attraktiv zu sein. Das Gartengrundstück genau gegenüber dem Bauplatz des ersten Kollegien- und Universitätsgebäudes schien gut geeignet. Das Grundstück gehörte dem Leiter der Göttinger Lateinschule Christoph August Heumann, der es im November 1734 nach zähen Verhandlungen für 206 Taler an den Universitätsbaumeister Joseph Schädeler verkaufte. Schädeler hatte sich bereit erklärt, hier nach dem Willen des Landesherrn Georg II., Kurfürst von Hannover und König von Großbritannien, ein Wohn- und Logierhaus für „Standespersonen“ im Wert von 7.000 Talern zu errichten. Um die Profitabilität seiner Investition sicherzustellen, erhielt er auf sein Verlangen das Privileg, im Gebäude Wein ausschenken und einen Billardtisch aufstellen zu dürfen. Rechtzeitig zur Eröffnung der Universität wurde das Gebäude fertiggestellt und erhielt den Namen „Londonschänke“ nach einem angesehenen Gasthaus in Hannover.

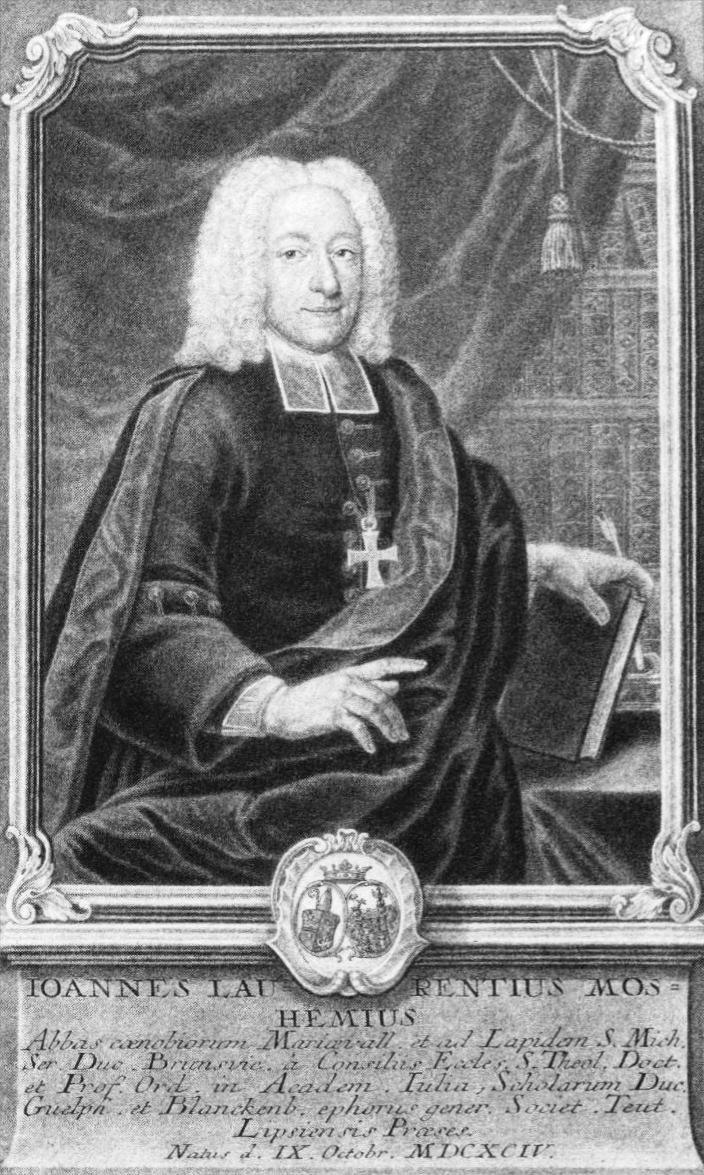
Johann Lorenz von Mosheim hielt ab 1750 als erster Vorlesungen in der Londonschänke

Am 15. Juli 1737 übernahm Johann Caspar Hampe die Bewirtschaftung. Bereits im September 1737 diente das Haus im Zuge der offiziellen Inaugurationsfeier der Universität als Hotel. Im Keller präsentierte der italienische Händler Joseph Respettino mediterrane Feinkost und Galanteriewaren. Hampe fungierte nur drei Jahre als Wirt, an seine Stelle trat Joseph Hümer, der zwei Jahre blieb. Auch danach wechselten die Wirte in schneller Folge.
1746 verpachtete Schädeler das Haus an Anton Christoph Cleve, der mit seinem Wirt Christian Wilhelm Saltzenburg neuen Schwung in den Betrieb brachte. Die mittlere und obere Etage wurden für Übernachtungsgäste eingerichtet, im unteren Stockwerk wurden Studenten bewirtet, wobei drei unterschiedliche Qualitäten des Mittagstisches angeboten wurden: delikat, mittelmäßig und schlicht. Im Keller war Platz für die Diener der Studenten. Die Schänke florierte, teilweise wohl mehr als gewünscht, es wurde auch von studentischen Exzessen berichtet. Das Übernachtungsgeschäft lief insgesamt schlecht, denn der Postweg von Hannover nach Kassel lief damals weiträumig an Göttingen vorbei.
Ab etwa 1750 wurde das Haus in den Universitätsbetrieb einbezogen. Der Theologe und Kirchenhistoriker Johann Lorenz von Mosheim, seit 1747 Kanzler der Universität, hielt im großen Saal der Londonschänke seine Vorlesungen. Der Betrieb wurde durch den Siebenjährigen Krieg von 1756 bis 1762 unterbrochen, Göttingen von französischen Truppen besetzt. Die Londonschänke diente als Lazarett und befand sich nach dem Abzug der Franzosen in einem unbewohnbaren Zustand.

### Wohnhaus der Familie Michaelis

#### Der angesehene Professor

Johann David Michaelis

1764 erwarb der Orientalistik-Professor Johann David Michaelis das Gebäude von den Erben Schädelers für 4.300 Taler und richtete es als Wohnhaus für seine Familie und Studenten, in dem auch Vorlesungen stattfinden konnten. Der geräumige Keller wurde als Weinlager an den Wirt des Gasthauses Zur Krone an der Weender Straße vermietet.
Michaelis war 1745 als Privatdozent nach Göttingen gekommen, wurde 1746 außerordentlicher und 1750 ordentlicher Professor. Er gehörte der philosophischen Fakultät an und war in ganz Deutschland und vielen Ländern Europas sehr angesehen. Die Akademien in Paris und London ernannten ihn zu ihrem Mitglied, der Kaiser verlieh ihm den Titel Hofrath.
Sein berühmtester Verehrer war Johann Wolfgang Goethe, der in seinen Lebenserinnerungen zur Wahl seines Studienortes und seiner vergeblichen Sehnsucht nach Göttingen schrieb:
„Bei diesen Gesinnungen hatte ich immer Göttingen im Auge. Auf Männer wie Heyne, Michaelis und so manchem anderen ruhte mein ganzes Vertrauen; mein sehnlichster Wunsch war, zu ihren Füßen zu sitzen und auf ihre Lehren zu merken. Aber mein Vater blieb unbeweglich.“
Goethe, Dichtung und Wahrheit, Zweiter Teil, Sechstes Buch
Goethe musste auf Wunsch seines Vaters in Leipzig studieren und kam nicht in den Genuss der Vorlesungen Michaelis’, die dieser – wie damals allgemein üblich – meist in seinem Haus abhielt, in Reithosen, gestiefelt und gespornt, den Degen an der Seite und die Bibel unter dem Arm. Einer seiner Schüler schrieb über ihn:
„Im natürlichsten Conversationston, in fließender und hinreißender Sprache, durch eine außerordentliche Zungenfertigkeit, ein lebhaftes Mienen- und Gebärdenspiel, durch eine unerschöpfliche Mannigfaltigkeit in Wendungen, Bildern und Vorstellungsarten, freilich auch durch allerlei Abschweifungen, Anspielungen, Witzeleien und derbe Späße wußte er sein immer zahlreiches Auditorium anzuregen, zu fesseln und zu unterhalten.“
Michaelis galt als Professor, der penibel seine Hörergelder eintrieb, denn damals mussten die Studenten den Professor für jede Vorlesung einzeln bezahlen. Gelegentlich gewährte Nachlässe für ärmere Studenten lehnte Michaelis ab. Er war so prominent und seine Veranstaltungen so begehrt, dass er nur voll zahlende Hörer zuließ.
Am 25. August 1787 fand im Michaelis’schen Arbeitszimmer eine bemerkenswerte Prüfung statt. Dorothea Schlözer, die siebzehnjährige Tochter des Göttinger Professors August Ludwig Schlözer, wurde von einem kleinen Kollegium angesehener Göttinger Professoren zu den Themen Münzkunde, Mineralogie, Mathematik und Kunstgeschichte examiniert und erhielt die Doktorwürde der Philosophischen Fakultät zugesprochen. Dies war in Deutschland die zweite Promotion einer Frau überhaupt (nach der Ärztin Dorothea Erxleben) und die erste Promotion einer Frau zum Dr. phil.

#### Studentisches Leben im Seitenflügel

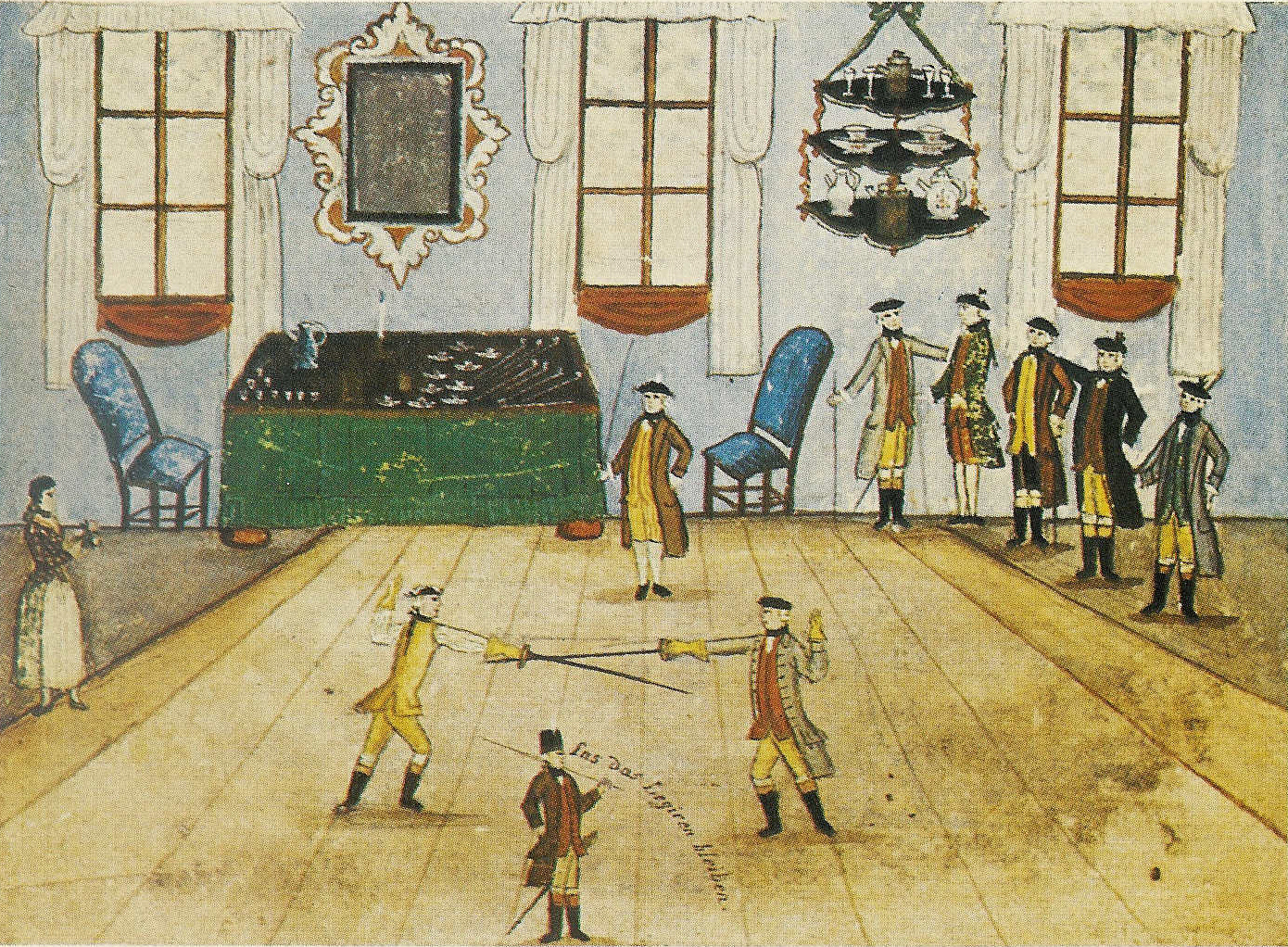
Fechtübungen Göttinger Studenten in einer Wohnung (1773)

Den Seitenflügel am Leinekanal, der einen eigenen Eingang hatte, vermietete Michaelis an Studenten. Er setzte zwei Studenten als „General-Entrepreneure“ ein, die Räume auf eigene Rechnung weiterbetrieben. So konnte sich in dem Flügel ein relativ unbeaufsichtigtes Studentenleben herausbilden und einer der bei Universitätsbehörden unbeliebten Studentenorden gründen. Bei diesen Orden galt der Duellzwang, was von Zeit zu Zeit für unliebsame Vorfälle sorgte. In einer der Wohnungen fand am 22. April 1766 das einzige Göttinger Duell des 18. Jahrhunderts mit tödlichem Ausgang statt. Der Jurastudent Johann Heinrich Techentin, Sohn eines Lübecker Zuckerbäckers, erlag einem Stich ins Herz. Er wurde außerhalb der Friedhofsmauern des Bartholomäusfriedhofes verscharrt. Der Täter konnte fliehen und wurde vom Universitätsgericht aufgrund der im Kurfürstentum Hannover geltenden Bestimmungen zunächst in Abwesenheit zum Tode verurteilt. Dieser Vorfall war für das studentische Fechten (siehe auch: Mensur) in ganz Mitteleuropa von großer Bedeutung, denn aufgrund dieses Vorfalls gingen die Göttinger Studenten vom Stoßfechten auf das weniger gefährliche Hiebfechten über. Der „Göttinger Hieber“ entstand als Vorläufer des Korbschlägers, der noch heute bei den schlagenden Studentenverbindungen in den meisten Universitätsstädten Deutschlands, Österreichs und der Schweiz im Einsatz ist.
Auch die studentischen Landsmannschaften benutzten in diesen Jahrzehnten die Stuben ihrer Mitglieder im Hause des Professors Michaelis für Versammlungszwecke. So liegen im Göttinger Stadtarchiv Protokolle von Versammlungen der Hannoverschen Landsmannschaft aus dem Jahr 1778 vor, die in des „Hr. Hofraths Michaelis Hause“, aber auch „auf dem Hardenberger Hofe“ aufgenommen wurden.

#### Prominenter Besuch
Die Familie Michaelis bot nicht nur Studenten Unterkunft, sondern führte auch ein reges Gesellschaftsleben, zu dem zahlreiche Besuche berühmter Persönlichkeiten gehörten. Im Sommer 1766 kamen der königlich-britische Leibarzt John Pringle und der amerikanische Buchdrucker und Verleger, Politiker und Diplomat, Schriftsteller und Naturwissenschaftler Benjamin Franklin nach Göttingen, wo beide immer wieder im Hause der Familie Michaelis zu Gast waren und sich dort mit den Göttinger Wissenschaftlern über Physik und Politik austauschten. Am 19. Juli 1766 nahmen beide an einer Sitzung der Göttinger Sozietät der Wissenschaften (heute: Akademie der Wissenschaften zu Göttingen) im Hause von Michaelis teil. Franklin war als Physiker und Erforscher der Elektrizität bekannt geworden, später arbeitete er an der amerikanischen Verfassung von 1787 mit und gilt bis heute als einer der Gründerväter der Vereinigten Staaten.
Am 2. August 1766 machte der Dichter Gotthold Ephraim Lessing in Göttingen Station und war zu Gast bei Michaelis. 1783 stieg Goethe im Gasthaus Krone ab und besuchte einige Göttinger Professoren, unter anderem Michaelis in seinem Haus.
Für Göttingen war es ein großes Ereignis, als sich am 10. Juli 1786 drei Prinzen, die Söhne des britischen Königs und hannoverschen Kurfürsten Georg III., an der Universität einschrieben. Es handelte sich um
- Ernst August, Herzog von Cumberland und ab 1837 König von Hannover (zum Zeitpunkt der Immatrikulation 15 Jahre alt),
- August Friedrich, Herzog von Sussex (damals 13 Jahre alt), und
- Adolph Friedrich, Herzog von Cambridge (damals 12 Jahre alt).

Sie bezogen das später so genannte Prinzenhaus, schräg gegenüber dem Haus der Familie Michaelis. Die Michaelis-Tochter Luise schrieb in ihren Lebenserinnerungen:
„Mit den Prinzen kam man, d. h. das Michaelissche Haus, nun im Winter 86/87 in nähere Berührung und gesellschaftlichen Verkehr. Sie wohnten schräg gegen uns über, so dass man sich aus unserem Zimmer und ihren Gaststuben sehen konnte.“
Die Prinzen kamen regelmäßig zum Tee oder zu Gesellschaftsspielen in das Haus des Professors Michaelis. Später wurde die Straße, in der sie gewohnt hatten und an der das Michaelishaus liegt, von Mühlenpfortenstraße in Prinzenstraße umbenannt.

#### Nach Michaelis’ Tod
Michaelis starb im August 1791 in Göttingen. Seine Grabstelle auf dem Bartholomäusfriedhof ist heute nicht mehr bekannt. Ein Jahr später verkauften seine Erben das große Haus an den Medizin-Professor und Chirurgen Justus Arnemann. Vom Tod seiner Frau, die 1800 nach der Geburt des gemeinsamen Kindes gestorben war, konnte dieser sich nie erholen. Er ging 1803 in Konkurs, verließ Göttingen und nahm sich 1806 in Hamburg das Leben.
In den Jahren 1795/96 wohnte bei Arnemann der englische Medizinstudent Thomas Young, der in Göttingen promovierte, später als Augenarzt in England im Bereich der Optik forschte und als der Begründer der Wellentheorie des Lichtes gilt (Doppelspaltexperiment 1802). Er leistete außerdem wichtige Vorarbeiten zur Entzifferung der ägyptischen Hieroglyphen.
1809 erwarb der Weißbinder Johann Georg Bergmann das Haus aus der Konkursmasse von Arnemann. In der Zeit des Königreiches Westphalen diente das Gebäude bis 1813 als Sitz der Präfektur des Leine-Départements. König Jérôme benutzte das Gebäude bei seinen Aufenthalten in Göttingen gelegentlich für Besprechungen mit Beamten und Professoren.

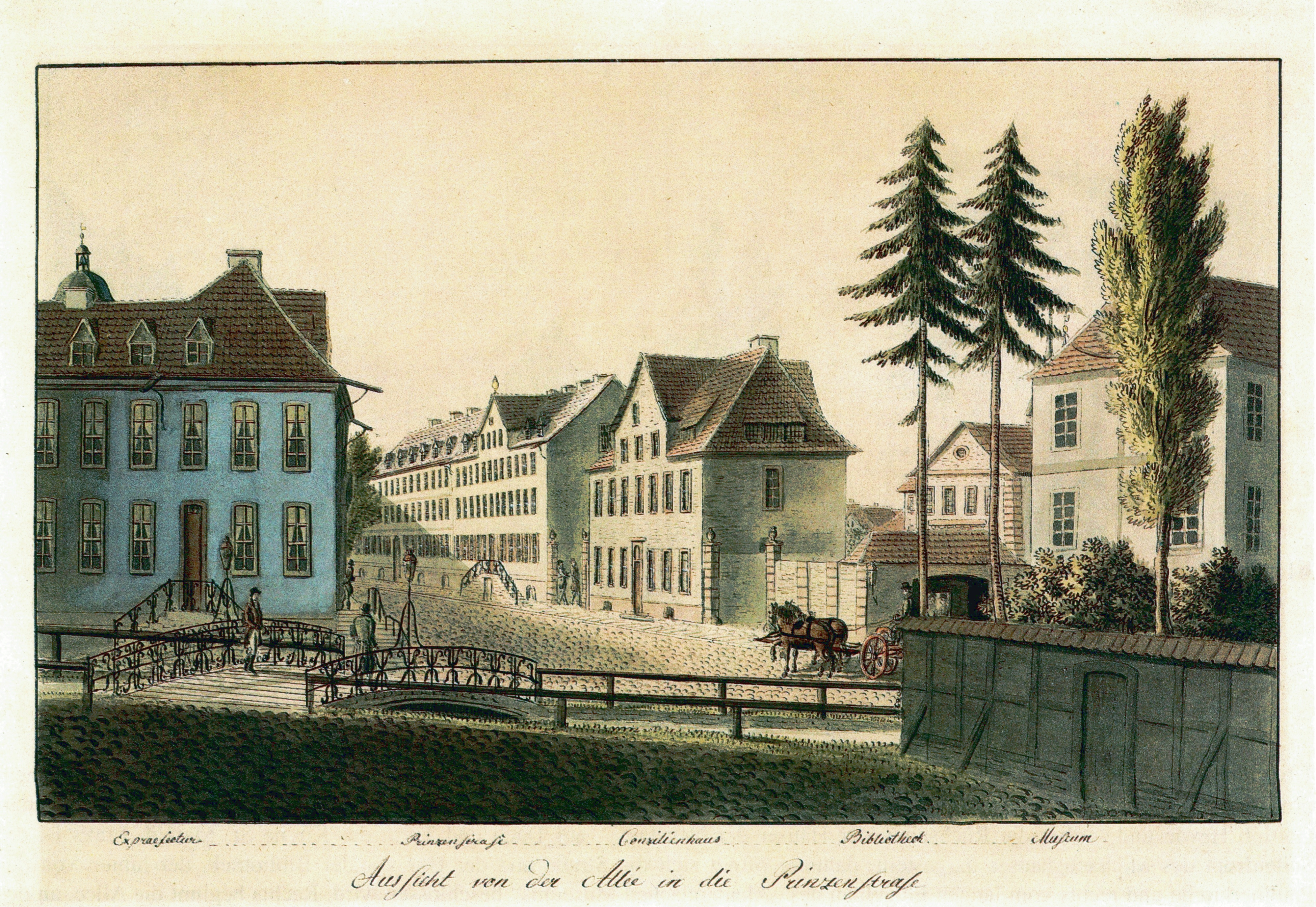
Seitenansicht des Michaelishauses zur Zeit des Erwerbs durch von Werlhof 1820 (links im Bild), damals „Expräfektur“ genannt

Nach dem Tod Bergmanns 1816 verkaufte seine Witwe das Anwesen 1820 an den Hof- und Kanzleirat Gottlieb von Werlhof. Nach dessen Tod 1842 erwarb die Regierung in Hannover das Gebäude, um dort Universitätsinstitute einzurichten.

### Universitätsgebäude
Die ersten Institute, die 1842 in das Gebäude einzogen, beschäftigten sich mit den Naturwissenschaften. Im Seitenflügel am Leinekanal, wo unter Michaelis Studentenwohnungen eingerichtet waren, wurde das Physiologisch-Zootomische Institut untergebracht. Die Leitung übernahm zuerst Rudolf Wagner, später Georg Meissner. Beide entdeckten 1852 hier gemeinsam die Meissner-Körperchen. Das Institut wurde 1886 an den Wilhelmsplatz verlegt.
Den Hauptteil des Hauses mit Blick zur Prinzenstraße nahm ab 1842 das Physikalische Kabinett (später „Institut“) unter Leitung von Johann Benedict Listing ein. Im Lauf des 19. Jahrhunderts und des beginnenden 20. Jahrhunderts folgten weitere physikalische und mathematische Institute. In diesen Instituten arbeiteten in dieser Zeit viele bekannte Persönlichkeiten, so auch Wilhelm Weber, Wilhelm Moritz Keferstein, Ludwig Prandtl, Felix Klein, Woldemar Voigt und Walther Hermann Nernst.
Von 1928 bis 1938 beherbergte das Gebäude auch die Ethnographische Sammlung der Universität. Im März 1932 erregte der Diebstahl eines Federhelms und eines Federcapes Aufsehen, die James Cook von einer Südsee-Reise nach Europa gebracht hatte.
Ab 1940 zogen geisteswissenschaftlich/orientalistische Seminare in das Gebäude, so die Seminare für:
- Ägyptologie und Koptologie
- Arabistik
- Keilschriftforschung
- Iranistik
- Vorderasiatische Archäologie sowie
- das Institut für Römisches und Gemeines Recht

1935 wurde der Name Michaelishaus vorgeschlagen und 1946 festgelegt.
Zu den bedeutenden Wissenschaftlern, die in der zweiten Hälfte des 20. Jahrhunderts in dem Gebäude tätig waren, zählen der Jurist Franz Wieacker und die Orientalisten Eberhard Otto, Wolfgang Helck, Wolfhart Westendorf, Tilman Nagel, Rykle Borger, Friedrich Junge, Ursula Rößler-Köhler, Frank Kammerzell, Antonio Loprieno, Heike Sternberg-el Hotabi, Heike Behlmer und Christian Leitz.
Nachdem die Universität Göttingen am 1. Januar 2003 in eine Stiftungsuniversität umgewandelt worden war, wurde das stark sanierungsbedürftige Michaelishaus im Jahre 2006 an den Architekten Jürgen Schenk verkauft, der es renovierte und vermietete. Die Räume werden heute (Stand 2007) unter anderem von der Sparkasse Göttingen für das Privatkundengeschäft genutzt. Die geisteswissenschaftlichen Seminare zogen in andere Universitätsbauten.

## Gedenktafeln
In Göttingen ist es seit 1874 üblich, an den Häusern, in denen berühmte Persönlichkeiten gewohnt oder gearbeitet haben, zum Gedenken Marmortafeln anzubringen. An der Straßenfront des Michaelishauses befinden sich sieben dieser Göttinger Gedenktafeln mit den Namen von
- Johann David Michaelis und
- seiner Tochter Caroline Schelling sowie von
- Thomas Young,
- Benjamin Franklin,
- Johann Lorenz von Mosheim,
- seit 2008 dem Rechtshistoriker Franz Wieacker und
- seit 2014 dem Aufklärer Adolph Freiherr Knigge.

Über dem hofseitigen Eingang zum Seitenflügel des Gebäudes ist eine anders gestaltete Gedenktafel für Johann Benedict Listing angebracht.

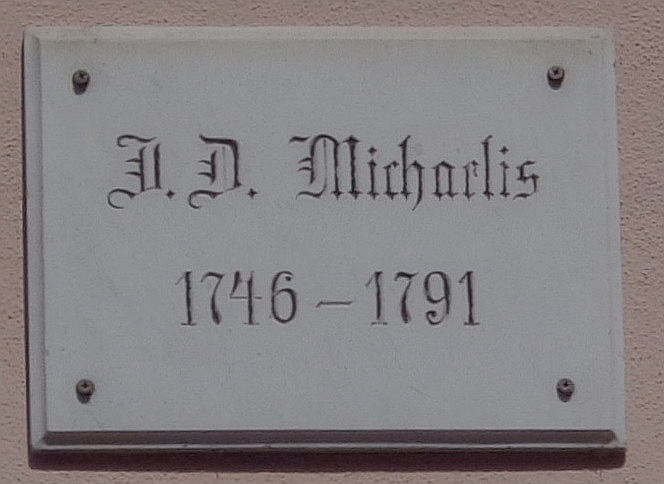
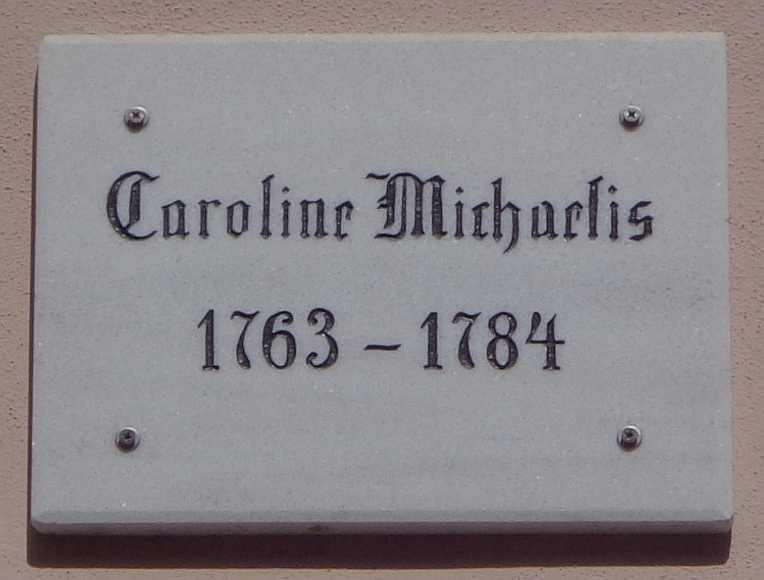
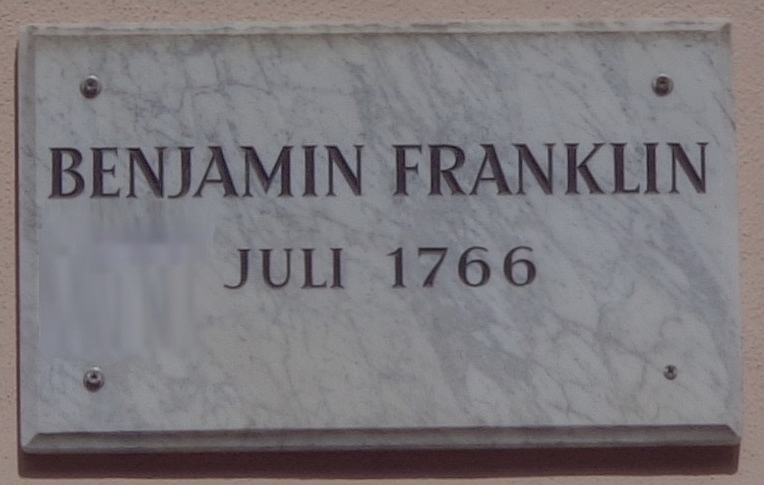
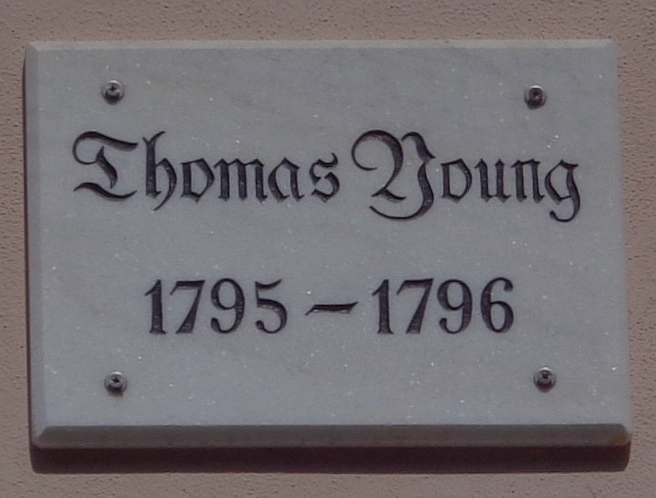
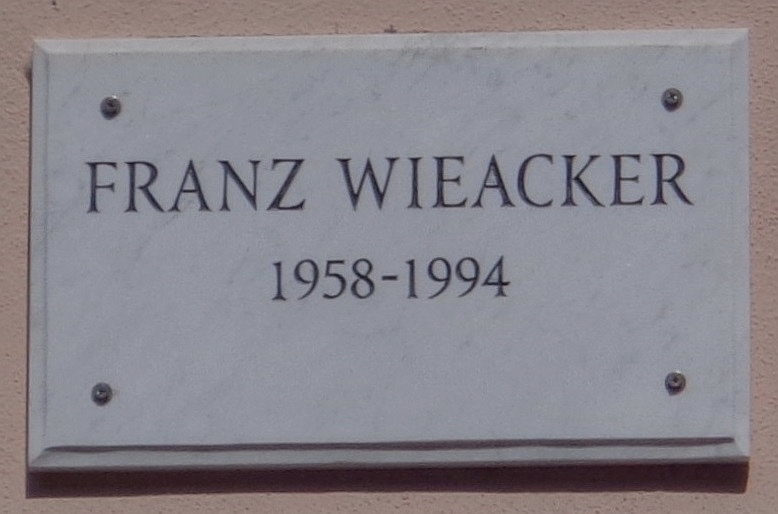
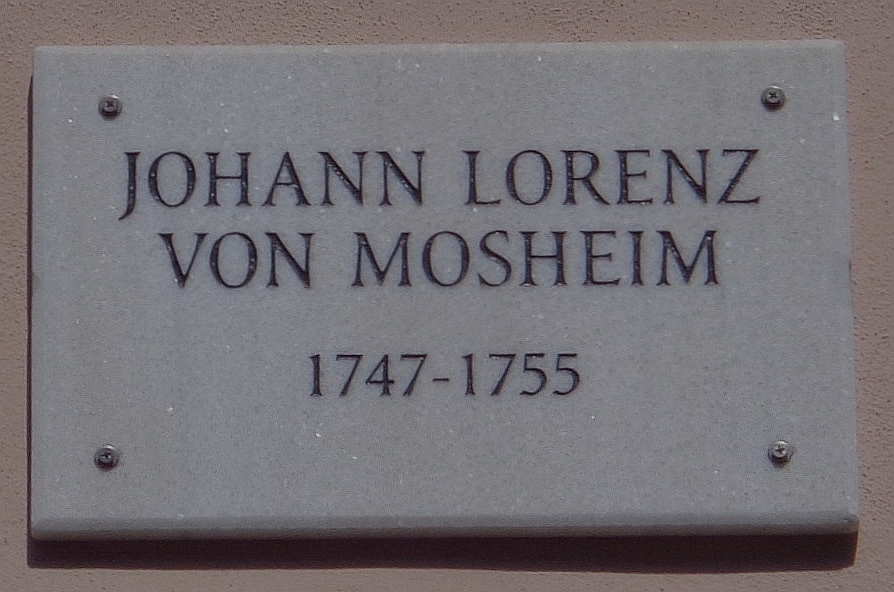
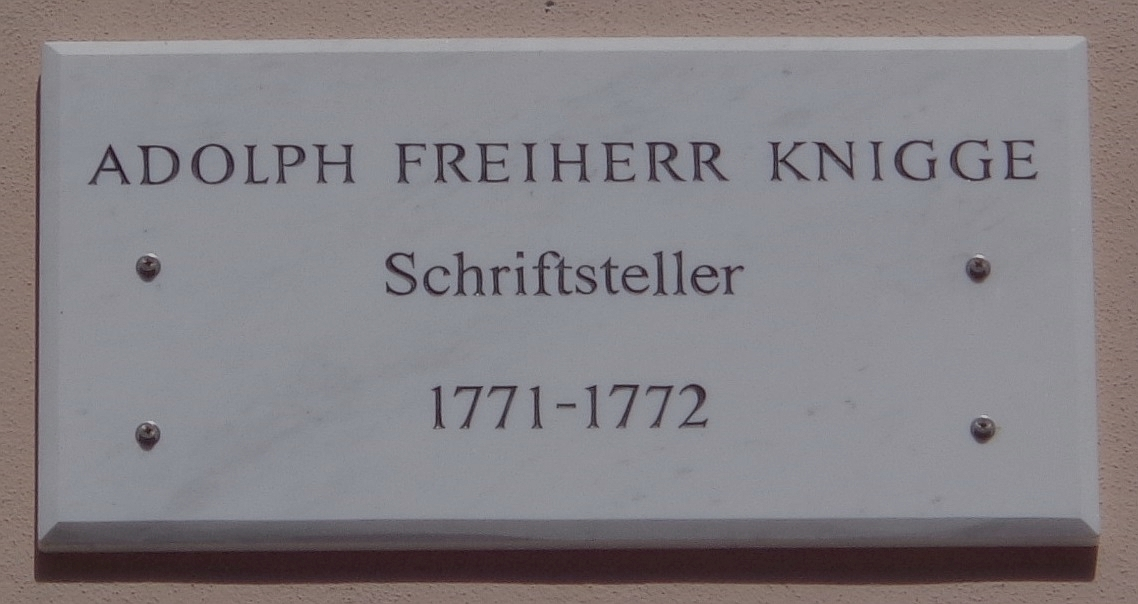
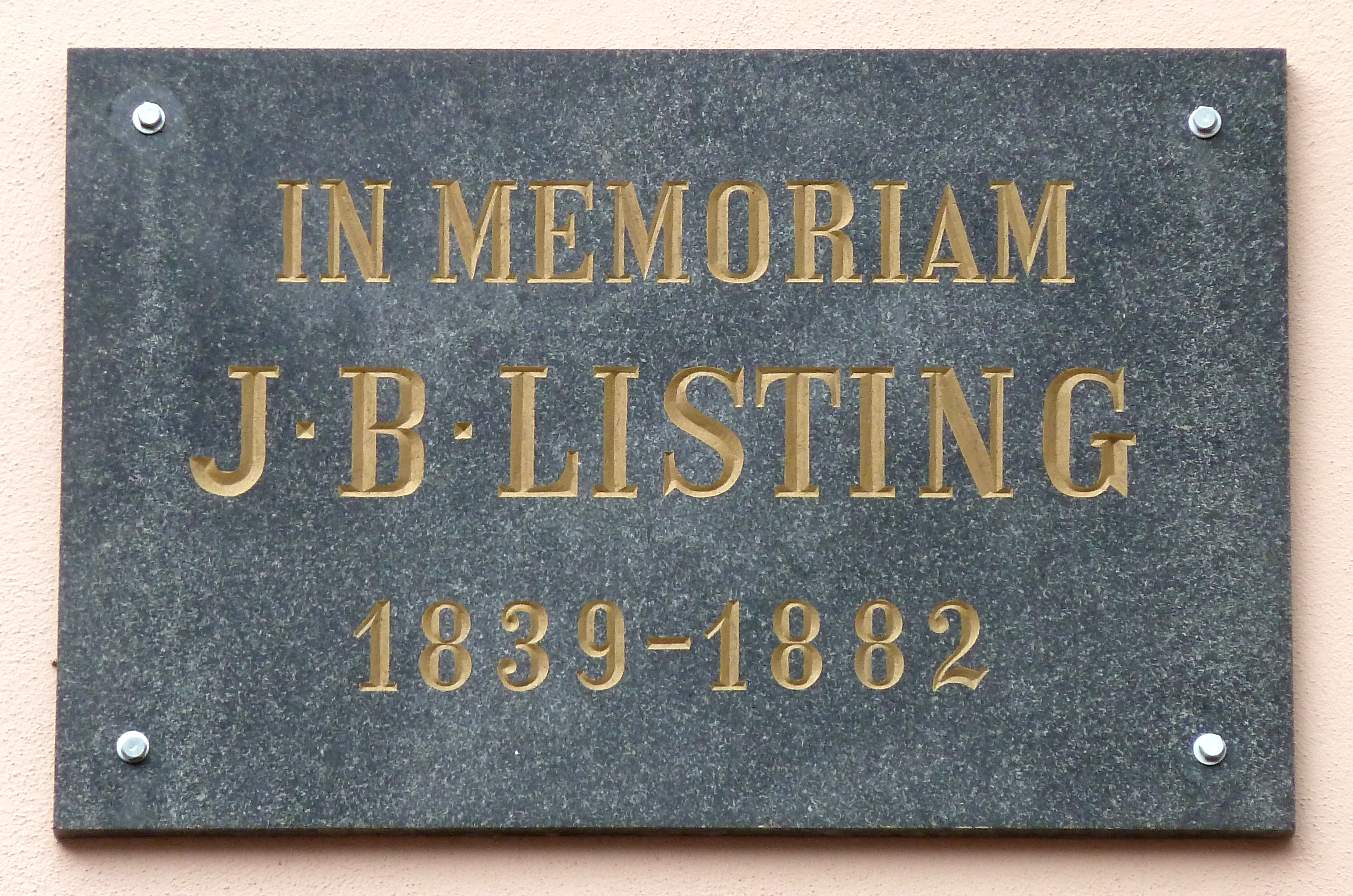